# سیارک ۱۵۹۴۷
سیارک ۱۵۹۴۷ (به انگلیسی: 15947 Milligan، نامگذاری:1998AL10) پانزده هزار و نهصد و چهل و هفتمین سیارک کشف شده‌است که در ۲ ژانویه ۱۹۹۸ کشف شد.
قدر مطلق سیارک برابر ۱۴٫۸۰ است.